# Bitka pri Kanah
Bitka pri Kanah je potekala 2. avgusta 216 pr. n. št. med Kartagino in Rimom. 
V bitki pri Kanah se je kartažanski vojskovodja soočil z mogočno Rimsko republiko. Pod poveljstvom mu je v tej bitki ob strani stalo slabih 24000 vojakov. Njegova vojska je bila najemniška s cele Evrope in severne Afrike. Najemniki pa so se morali spopasti z 87000 glavo rimsko nacionalno vojsko pod vodstvom Scipiona mlajšega. Hanibal se je zavedal številčne premoči nasprotnika in je zato uporabil taktiko polmeseca. Rimljani so napadli naravnost v smeri kartažanske formacije, saj so jih podcenjevali zaradi številčne premoči. Hanibalova konjenica, ki je bila številčnejša, je pregnala rimsko ter izginila. Takoj ko so Rimljani trčili v njihovo formacijo, se je odnesla Hanibalova formacija, saj je v tej formaciji krila okrepljen center pa malce oslabljen saj je vedel da bo center dal veliko prostora. Tako se je prvotni polmesec vbočil pod pritiskom rimske vojske in dobil obliko črke V. V tem položaju se je vrnila kartažanska konjenica in napadla z odprte strani V formacije, v kateri so bili sedaj Rimljani ujeti in skoraj vsi pomorjeni. To je bila velika zmaga za Kartažane in ogromen poraz za rimsko vojsko, saj so izgubili 85000 rimskih vojakov, Kartažani pa so izgubili le 6000 članov svoje vojske. Še dan danes uporabljamo izraz, da se je zgodila bitka pri Kanah (kjer je mnogo številčnejša vojska premagana s strani male vojske).